# 玉木くるみ
玉木 くるみ（たまき くるみ、1996年4月22日 - ）は、日本のAV女優。ARROWS→LINX所属。

## 略歴・人物
2016年にデビューした巨乳AV女優。別名義でイメージDVDにも出演している。
2017年4月30日、フェチ博覧会&即売会「フェチフェス10」トイズハートブースで初イベント、2018年1月28日「フェチフェス12」でも同ブースで出演。
2019年3月、愛原れの、真田みづ稀、新村あかり、石垣トモタカと共にパンクバンド「たちまち。」を結成。ドラムスを務める。
同年4月22日、自身のツイッターでファンからの「誕生日おめでとう」のコメントに対し、「本日で23歳になりました」とコメントしている。
2024年6月からは新村あかりとのトークイベント「新村あかり＆玉木くるみバチクソあげまんフェス」を開催している。
男優でAV監督のコンピューター園田によれば「毎日のオナニーで体の開発がされた」女優の一人だという。

## 出演作品

### アダルトDVD
- ゆとり世代がAVデビュー! 日本文学専攻 現役女子大生カナちゃん 19才 Gカップ!!（8月25日、本中）※「カナ」名義
- ナンパJAPAN検証企画! 蒸し暑い日に汗で悩むお姉さまをナンパしてデリケートな部分を媚薬入り汗拭きシートで拭いたらどうなっちゃうの!? ガンギマリでチ●ポ求め出しイナバウアー状態で全身痙攣絶頂! 勢いでしれっと中出ししちゃいました!!（8月25日、ナンパJAPAN）※「はるか」名義
- 顔出し! 働く美女限定 マジックミラー号 職場の同僚とMM号で2人っきり♡ 同じオフィスで働く男女に突然のSEX交渉!! 理性と性欲どちらが勝つのか!?  人生初の真正中出しスペシャル! in池袋 素人スーツOL12人 2枚組8時間!（9月1日、DEEP'S）※AV OPEN 2016 素人部門エントリー作品
- 新人 中出しドキュメント（9月1日、TEPPAN）
- まんハメ検証隊 噂の検証 File.06 入学早々チャラい先輩や同級生にすぐヤられちゃった女子大生!真面目な顔してチ●コに弱い新入生達をファッション誌の取材と称して近づき喰い荒らす!（9月2日、プレステージ）※「みらい」名義
- 「集団催眠でネコ耳メイドカフェ店員を専用ペットにしておかしくなるまでトランス交尾してやった…」（9月8日、SODクリエイト）
- 素股の約束でしょ!そんなに動いたら挿っちゃうよ。 家庭教師が巨乳で胸の谷間がすごいうえに、僕の腕におっぱいを押し当てながら勉強を教えてくるのでチ○ポはフル勃起。するとお姉さんは、それじゃ勉強できないでしょ?私の裸を見てスッキリしてと指入れオナニー。それでも勃起が治まらない僕を見て不憫に思ったのか素股ならいいよと、こすっているうちにズボッと挿入しちゃいました。（9月8日、SWITCH）
- 過激すぎるド素人娘 4時間スペシャル 35（9月9日、S級素人）
- 巨乳幸福論 人妻編（9月9日、S級素人）
- JSC JK SWIMMINGWEAR COLLECTION アナタはどの水着まで着れる? vol.01（9月9日、DOC）※「まゆみ」名義
- GカップくるみちゃんとJKマニア撮影（9月23日、FIRST STAR）※「くるみ」名義
- 家出した女子校生が11人も住むシェアハウスで男はボク1人で入れ喰い状態! 2 お金が無くて超格安で入居した先が、家出したワケあり女子校生たちが集まるシェアハウスだった! 男はボク1人だから女の子たちのガードは超ゆるくパンチラ&胸チラ見放題なのでかなりお得。贅沢な話ですが勃起し過ぎでチ○ポが痛い&勃起をバレないようにすることが唯一の悩みです。しかし24時間一緒に生活していると勃起を隠し通すのは無理な話で当然バレて強制退去を覚悟したのですが…。えっ!?勃起に興味津々?うわっ!まさかのハーレム状態に!（9月19日、Hunter）
- 「中に出して…夫と子供には内緒」 自宅で愚痴聞き屋に中出しセックスをせがむ美人人妻たち 13 不倫連発中出し全員がGカップ巨乳美人妻スペシャル（9月23日、S級素人）
- 海の駐車場で生着替えする美巨乳女を偶然目撃してしまった僕は… 3（9月23日、DOC）
- ゾクゾクしよう? フレッシュ新人のはずが隠し切れないドマゾな肉欲便器（9月23日、バルタン）
- Gカップ現役ピアニスト 大船渡出身 訳アリAVデビュー（10月1日、キチックス）※「香菜」名義
- ゴムつけてって言ったのに。 名前も知らない男からの中出し。（10月1日、ミニマム）※「くるみ」名義
- 超絶倫童貞少年! 3 もうヤメて!と逃げる義姉を追いかけハメまくる! 突然出来た義理のお姉ちゃんは超ヤリマン!いつも超無防備だからパンチラ胸チラしまくりで僕は毎日勃起しまくり! 僕の勃起をからかうお姉ちゃんもいつしか勃起にムラムラして発情!我慢できなくなって「フェラだけだったらいいよ…」と僕のチ○ポに…。貪りついてきたら最後、僕ももうフェラだけでは我慢できません!! 戸惑うお姉ちゃんを無視してとにかく腰を振って腰を振って 色々な場所でヤリまくっちゃいました!!何度も何度も発射して僕のチ○ポが勃起しなくなるまで何度もヤリました! ※もう何発ヤッたか分かりません!!（10月7日、Hunter）
- Gカップ従順巨乳娘媚薬オイルハードFUCK 学校に秘密で放課後闇バイト（10月7日、テクノブレイク）
- 素人ナンパ!! とりあえず素股までが間違えてチ●ポがズボリッ!! Part.9（10月14日、S級素人）
- AV DEBUTで中出ししちゃいました! 激カワロリ娘!清楚で真面目なのにGカップのスケべボディ!はじめてのAV出演で生中出し!（10月19日、チキチキカマー）
- おじさんの命令なら、なんでも聞いちゃいます… ファザコンでドMなギター女子（10月25日、ハイウェイスター）
- 褐色の肌と美白巨乳をつたう汗。（11月1日、TEPPAN）
- ご奉仕大好き&すぐハメたがるムッツリすけべ 洋服店勤務Gカップ巨乳お嬢様がドMプレイで痙攣イキ&潮吹きまくりの壮絶大興奮プレイ（11月7日、まんげつ）※「くるみ」名義
- 先輩女子にSEXの練習を頼み込んで尻コキしてたら濡れすぎてヌルッと激挿入!!（11月10日、ナチュラルハイ）
- タクシー運転手に強力媚薬を飲まされ強制欲情させられ何度イっても止められなくイキ震えながらチ○コを求めてしまう全身敏感女（11月11日、DOC）
- JK限定! 電マをパンツinしたまま10分間チ○ポ飴舐めれたら10万円!（11月11日、DOC）※「まき」名義
- ナンパマッサ（11月19日、マッサGoGo!!）
- おじさん大好物! ファザコン文科系女子大生 初脱ぎ・即ハメ生中出し! 妊娠熱望! グラマーボディをおじさんに弄られたくてAV出演（11月25日、シャーク）※「くるみ」名義
- Wボイン密着ハーレム 挟み撃ち乳サンド（11月25日、OPPAI）
- 露出したキャバ嬢の胸が刺激的で見とれていると彼女が気づき、やたらと目を合わせてきたので… 3（11月25日、DOC）
- 一般男女モニタリングAV 素人大学生の性欲徹底検証 朝までエッチしなければ賞金10万円! 終電を逃した男女の友達はラブホテルで2人っきりになったら1発10万円の連続射精セックスに挑戦してしまうのか!? 彼氏がいてもラブホテルのエッチな雰囲気に呑まれた女子大生オマ○コが男友達のフル勃起チ○ポを生挿入で人生初の中出しセックス!! 4組合計17発を完全収録!（12月7日、DEEP'S）
- 絶倫少年連続中出し近親相姦 姉に童貞をバカにされた絶倫弟が何度も何度も連続中出しで姉を犯しまくる!（12月7日、アパッチ）
- 婦人会のBBQ大会で全裸羞恥芸をさせられていた僕の妻（12月8日、ROCKET）
- 募集ちゃんTV×PRESTIGE PREMIUM 19（12月9日、プレステージ）
- ガチナンパ! ド素人さんの恥じらいSEX! アナタの魅力で遅漏・勃起不全解消をお手伝いしてくれませんか? 3（12月15日、ピーターズ）
- （秘）シロウトTV×PRESTIGE PREMIUM 25（12月30日、プレステージ）

- JK限定! 電マを当てたまま10分間喘ぎ声ガマンできたら10万円!（1月6日、DOC）※「くみ」名義
- 母娘同時拘束固定媚薬バイブ痴漢（1月7日、アパッチ）
- ポロリ確定! マンチラ必至! すべり落ちたら即アウト! 溶ける水着でぬるぬるっ! ローションダンプカークイズ（1月19日、ATOM）
- 見なきゃよかった… 結婚間近の彼女のバイト仲間との飲み会映像（1月19日、お夜食カンパニー）
- 「あんッ!ねぇ?コンドーム破けてない???」 コンドームの壁を突き破る高速ピストンで義姉と生中出しSEX! 突然出来た義理の姉は超優しくて地元で有名なヤリマン女子校出身の底なしドスケベ!ドスケベだけど超優しいから、クラスメイトに童貞を馬鹿にされて落ち込んでいるボクを懸命に慰めてくれるんです!!しかも「元気が出るなら何でもしてあげる」って言うから当然甘えちゃいます!「エッチがしたい」って言っちゃいました!!「初めてが私みたいな女でいいの…?コンドーム着けてくれるなら…いいよ…」もちろんコンドーム着けたってなんだってヤレるなら何でもOKです!! 体力が続く限り何度も何度も腰を振っていたらゴムが破けちゃったみたいで何度も何度も生中出ししちゃいました!!（1月19日、Hunter）
- マジックナンパ! Vol.43 ビールフェスナンパ in 恵比寿（1月27日、MAGIC）
- 真面目な義理の妹を犯していたらその現場を目撃したヤリマンの義理のお姉ちゃんは、怒るどころか発情してしまい次はボクの精子が無くなるまで何度も犯されてしまいました… 2（2月7日、Hunter）
- 当然、勝手にAV化! イケメンの友達がほろ酔い状態の女の子を僕の部屋に連れて来た!女に無縁の僕にはそれだけで大興奮なのに超過激でHな王様ゲームが始まっちゃって… 8（2月7日、お夜食カンパニー）
- 痴女からボクを救ってくれた真面目なクラス委員長がまさかの痴女化! 通学で満員電車に乗ったら痴女に遭遇!手コキされ発射寸前!しかし、クラスの真面目委員長が間に入り助けてくれた!痴女を追い払う委員長。しかしその一部始終を見ていた委員長は発情していたみたいで、ボクの勃起しっぱなしのチ○ポを咥えてまさかの痴女化!（2月19日、Hunter）
- いじめっこの提案でボクは空気になった。 みんな自分がそうなりたくないから、ボクに話しかける人は誰もいない。 ボクの存在を認識する人は誰もいない。だからちょっと席を離れただけで、ボクの机の上には女子が座っており「あの、そこボクの席なんですけど…」と言っても無反応。ガチでボクの存在を全否定してきます。開き直ってそっちがその気ならと席に座ると目の前にはパンチラがっ!存在を完全に無視されているので心ゆくまで超至近距離でパンチラ見放題!当然触ってもボクの存在は無視。するとジワジワとパンツにシミができて…、食い入るように見ていると周囲にバレないように突然、体育倉庫や保健室に連れて行かれ、誰にも言わないでと押し倒された!（2月19日、Hunter）
- 死んでも見たくなかった! 結婚間近な彼女のバイト仲間とのBBQ映像（2月19日、お夜食カンパニー）
- ニーハイ×超ミニスカのヤリマン女子校生たちがボクの部屋にやってきた!! 受験に失敗して入った高校は昨年まで女子校で今年から共学になった超がつく程のおバカ学校!!偏差値激低のヤリマン女子ばかり!学校の近くにあるボクの家に宿題を写させてくれとやってくる!!それならまだしも用もないのに家が近いというだけで溜まるようになってしまった!!ニーハイ×超ミニスカの無防備パンチラに堪らず勃起!!当然勃起していたらバレてしまいヤバイ!と思ったら勃起に興奮したみたいでボクのチ○ポを求めてきた!!正直プライベートの時間が減ってしってイヤだったが、ニーハイヤリマン女子校生とエッチ出来てヤリチン気分を味わえたから良しとしましょう!!（3月7日、Hunter）
- 同窓会でハメをはずし過ぎて中出ししちゃったビデオ（3月7日、アパッチ）
- 『どのオッパイが一番好き??』 2 突然出来た6人の義理のお姉ちゃんはとにかく巨乳でとにかくスケベ!!普段から胸元が空いて谷間全開の服を着てるしパンチラもしまくり!!で当然勃起!!勃起がバレたらもう大変!! その日からお姉ちゃんたちがボクを男として認識してしまい他のお姉ちゃんたちにバレないように我先にとボクを喰いまくって、どこまでも追いかけてやってくるんです!! しかも何度も中出しさせられて妊娠しないのか心配です!!（3月19日、Hunter）
- 子供の頃は気付かなかったけど、大人になってやるとすべてがエロい! 幼馴染のお姉ちゃんが初めての就職と一人暮らしでお祝いがてら久しぶりの再会からの宅飲み。昔よく一緒にやった遊び(野球拳、二人羽織、叩いて被ってじゃんけんぽん…等)を思い出し、懐かしくなって実際やってみると、大盛り上がり!予想外にパンチラはするわ、密着はするわで勃起しまくり!お互い酔って、挙句の果てにほぼ前戯のようなお下劣なゲームまでやっちゃってスケベモード全開になり…（3月19日、Hunter）
- 素人カップル マジックミラーモニタリングAV 『媚薬で変貌していく巨乳彼女をマジックミラー越しに観察してみませんか?』（3月19日、ATOM）
- 巨乳な妹が童貞兄のオナニーのお手伝い!「目隠しするならシテあげてもいいよ」見えてないのをイイコトにフェラテク磨きくらいの気持ちだったのが初めて素股を要求され自分もグチョグチョに高まっちゃって近親チ○ポをダマ挿入!（3月24日、SCOOP）
- ナンパ連れ込みSEX隠し撮り・そのまま勝手にAV発売。する 23才まで童貞 Vol.14（3月25日、綜実社）※「たまこ」名義
- 感度覚醒!! 乳腺オイルマッサージ オッパイの隠れた性感帯を刺激して痙攣鬼イカせ Vol.2（4月1日、OPPAI）
- ムレムレブルマ合宿 2（4月6日、グローリークエスト）
- 禁止された社内恋愛の制裁で彼氏の目の前で上司棒を挿入される 嫌がっても『ふたりともクビにするぞ』と脅されて泣き寝入りするしかないサディスティックヴィレッジの女AD 2（4月6日、サディスティックヴィレッジ）
- セっクス狂い獣欲娘! 2 超マジメでお堅い義理の姉の正体は、セックス狂いの超ヤリたがり獣欲娘! 誘惑に負けて一度体を許したら最後!親が近くにいても関係ナシ!とにかくいつでもセックスを求められて、時間も関係なく家中の色々な場所でヤリまくり!親に見つかるかもしれないというスリルも楽しみたい義姉は本当にバレそうな場所で感じまくる超ド変態!当然ゴムなんて許さない生ハメで何度も何度も中出しを強要されちゃいました!(※妊娠しちゃったらどうしよう!?)（4月7日、Hunter）
- 『ダメ!やっぱり裏切れない!あッダメ!挿っちゃう!擦り付けるだけの約束でしょう!』 酔いつぶれて寝ている親友の隣で、その親友の彼女と素股でヌルっと生挿入&生中出し! 親友カップルとボクの家で宅飲みしていたら酔い潰れて親友が寝てしまった!!寝てる親友を尻目に親友の彼女と二人飲み!彼氏の愚痴なども聞きながらお酒を飲んでいると段々といい雰囲気に!!思い切ってキスしたら驚いていたけどイヤではない様子。親友には悪いと思いながらそのまま酔いにまかせて『SEXイケる!』と思ったら挿入直前で『ダメ!やっぱり裏切れない!』とまさかのストップ!『擦り付けるだけならいいよ』というから素股させてもらいました!!でも、気持ちよくて腰の動きを早くしていたら股間が濡れて来てスルっと生挿入!!『擦り付けるだけの約束でしょう!?』というけどもう止まりません!! 結局、彼氏の横で何度も生中出ししちゃいました!!（4月7日、Hunter）
- お前そこのパシリ君とヤレ! 怖すぎるクラスメイトが女子に命令! クラスで女子からも男子からも嫌われているパシリのボクは今日も、自宅を不良のクラスメイトに占領され女子を連れて来てはエッチして完全にホテル代わりに使われている。そして不良はセックスに飽きたら毎回、「お前そこのキモいパシリ君とヤレ!」と女子に命令し、嫌々ながらもボクとセックスする女子。そして必死に腰を振るボクを見て大爆笑!女子もコイツの言うことには怖くて逆らえないみたいで、ボクとヤレと言われれば従ってしまう。 女子は絶対にやりたくないのにボクに股を開きながらも軽蔑の眼差しで見上げてるがボクのチ○ポで感じている!（4月7日、Hunter）
- 昼下がり町内会!若妻たちのちょっと危険でかなりHな王様ゲーム!! 11 母の代理で参加した町内会の集まりでまさかの展開! 若い時に王様ゲームをした事が無いという話で盛り上がった奥様方が急に「王様ゲームやりたい!」と言い出したんです。男はボクひとりしかいないもんだから、当然いい思いが沢山出来ちゃいました!!（4月7日、Hunter）
- 家の中で常に機会を伺っていた強姦魔 3 僕が悪いんじゃないんです!突然出来た義理の妹があまりに無防備でイヤらし過ぎたから悪いんです。だから、僕…我慢できずに犯しちゃったんです。家中を必死で逃げ回る妹を追いかけ回し、どこに隠れても必ず見つけ出して何度も犯し、何度も何度も中出ししてやりました♡（4月7日、アパッチ）
- 学校で全く人気のない廃部寸前の卓球部をなんとか存続させる為、5人の女子部員がドエロな勧誘で新入部員を募集!さらに体験入部すると手取り足取り胸取り腰取りチ○ポ取り超密着エロ卓球指導の毎日! 少しでも辞めようとしようものなら、ボクを引き留める為に何でも有りの極上ハーレム状態で卓球どころじゃないっ!!（4月19日、Hunter）
- 男子禁制の看護師女子寮で男はボクひとりで他は全員欲求不満女子! 2 田舎で暮らすボクが就職活動のために都会で看護師をしている姉の独身寮にこっそり泊めてもらったら、あっさり他の住人に見つかってしまった!ヤバいと思ったけど仕事が忙しくて出会いもない独身看護師さんたちは、ボクが男というだけでテンションが上がり、怒るどころかボクのチ○ポに興味津々!ボクはボクで無防備なその部屋着姿に勃起! 目の前の勃起チ○ポに看護師さんたちの理性は崩壊!ひとつ屋根の下でいつでもどこでもヤラれまくり!（4月19日、Hunter）
- 宅飲みでハメをはずし過ぎて泥酔したクラスメイトに悪ノリして中出ししちゃった集団痴漢ビデオ（4月19日、アパッチ）
- 水中媚薬バイブ 混浴温泉痴漢（4月19日、アパッチ）
- 図書館 大量ローター痴漢（4月19日、アパッチ）
- 駆け出しグラビアアイドルに水に濡れたら溶ける服を着せて男湯でアルバイト!突然の全裸羞恥に遭遇した赤っ恥アイドルは無事に逃げ出せるのか!?（4月20日、サディスティックヴィレッジ）
- 女だらけのシェアハウス 男は僕一人 いつも女の子たちのオナニーのお手伝いをさせられている復讐にウォーターサーバーに媚薬を混ぜてピンコだちした美巨乳を揉んで揉んで揉みまくってヤリマシタ!（4月20日、サディスティックヴィレッジ）
- 小便専用 人間便器（5月3日、OFFICE K’S）
- 「ねぇ私のパンツ見ていいよ…」 「今日のブラ超可愛いから見せてあげる!」 自分の票欲しさに女子たちが大サービス!男子がこっそり集計していたクラスの女子オカズランキングがバレてしまい女子から軽蔑されると思いきや何と、女子たちはみんな1位になるべく、パンチラしたりオッパイを触らせたりと票集めに必死!授業中だろうが放課後だろうが、教室だろうがトイレだろうが、みんなオカズクイーンの称号欲しさにクラスの男子を所構わず誰かれ構わず誘惑!遂にはエッチさせちゃう女子も!（5月7日、Hunter）
- 病院内追いかけ回し中出し痴漢 ナースをどこまでも追いかけ回して何度も何度も中出ししまくる!（5月7日、アパッチ）
- クラスでイケてた女子たちを宅飲み同窓会で無理矢理泥酔させてみんなで中出ししちゃった痴漢ビデオ（5月7日、アパッチ）
- ボクの彼女は公衆便女 図書館司書志望・N大学文学部在籍19歳編（5月7日、セルフ出版）
- 【超絶倫】ちっちゃい小悪魔シスターズ。思春期を迎えた可愛い妹と仲良し姉の姪っ子姉妹が僕のズルむけチ○ポに興味津々! 性春チビマ○コの超積極的な誘惑にイキおいあまって姉妹どんぶり。（5月13日、EROTICA）
- 完全ノーカット撮影 JK本気で何度も絶頂するディルドオナニー（5月19日、OFFICE K’S）
- 「お願いもう止めて!もう何度もイっちゃってるって言ってるでしょう!」 イってもイってもイキ止まらないハードピストンで義姉がエビ反り連続爆イキ! 突然出来た義理のお姉ちゃんは清楚で美人なのに実はヤリマンでSEXのハードルがすごく低い!義姉がイってる事に全く気付かず義姉が息をつく暇を与えない程のハードピストンで何度も何度もイカセちゃってました!当然、ボクも気持ちよかったので中に何度も発射させて頂きました!（5月19日、Hunter）
- 史上最高の童貞喪失!! ある日、学校をサボったらお姉ちゃんが理由を聞いて来るから「童貞だから馬鹿にされて…」と言ったら「私で良かったら教えてあげようか…?」と言ってきた!! 当然、ボクはお言葉に甘えて童貞卒業させてもらいました!! しかも何度も何度も中に出してしまってもお姉ちゃんは怒りませんでした!!（5月19日、Hunter）
- レンジャーガールズ 絶体絶命!（6月9日、GIGA）
- ヒロイン凌辱Vol.99 美聖女戦士セーラープリースト ～魔の触手籠～（7月14日、GIGA）
- チャージマーメイドVSレイプハンター軍団（8月11日、GIGA）
- スーパーヒロイン危機一髪!! Vol.69 美聖女戦士セーラーアクアス（8月11日、GIGA）
- 自画撮りプライベートオナニー 厳選ドスケベ美女14人!!（9月7日、グローリークエスト）
- 女に無理やり全裸土下座させた話。最初は嫌がってたけど「どう責任取るの?」としつこくクレーム入れてたら、ついに折れて裸になりハメて中出し。9人（9月7日、かぐや姫Pt）
- SEXレスの肉食系人妻の本番したがる回春エステ（9月8日、BAZOOKA）
- 素人童貞救済企画! 10分間有名女優の挿入の誘いをガマンできたら賞金10万円（9月21日、アイエナジー）
- あなたのおちんちんが果てしなくカワイイ事が10人の姉に、ばれた。（10月1日、ZUKKON/BAKKON）
- 社パNTR 【衝撃】ウチの妻が働く会社の親会社の打上げで明らかに苦手そうな社員にセクハラされていたが最後の方はなんだか楽しげにヤッていたorz（10月12日、タカラ映像）
- 千手観音手コキ（10月13日、アロマ企画）
- ガーターベルトのふともも×腿コキ（10月25日、アロマ企画）
- 夜勤病棟レ○プ2 深夜の病室に一人で見回りに来た新米看護師 純白のナース服をヒキチギッテ中出しレ○プ!! 完全撮り下ろし合計8人（11月16日、サディスティックヴィレッジ）
- 羞恥! エステティシャンになりたい私 男子生徒が見ている目の前でおっぱいやお尻の形が変わるほど揉まれる… スクールの実習で無遠慮なバストアップマッサージを受けさせられました…（11月16日、サディスティックヴィレッジ）
- ノーブラで僕を誘惑する隣に引っ越してきたエッチな巨乳奥さん（12月7日、グローリークエスト）
- 深夜病棟 患者のために健気に働く美人看護師のほっそい喉奥に超巨根ゲロイラマレ○プ!（12月7日、グローリークエスト）
- 挑発! パンチラオナニー 2（12月21日、グローリークエスト）
- 臭い! 汚い! ちんかす掃除フェラチオ ～舐めてしゃぶって綺麗にこそぎ取ってくれる尊い女性達～（12月22日、SEX Agent）
- 弟の嫁 気がつくと目の前で僕の妻が兄にヤられていた（12月28日、タカラ映像）

- ツンデレ×敬語カノジョ ～普段は高圧的な態度なのに、SEX中はドMで敬語を使う彼女との濃密プレイタイム～（1月26日、BAZOOKA）
- 1人で温泉にやってきたボクが混浴であることに気づかず露天風呂に入ったら、女子会旅行でやってきた美女御一行様と鉢合わせ! 湯船に見え隠れする美尻にフル勃起したチ○ポに興奮した彼女たちから空っぽになるまで精子を絞りとられた!（2月2日、h.m.p）
- VR観てる人の横でこっそりフェラチオ ～不測の事態は予期せぬ快感! リアルなスリルで興奮倍増! この臨場感は癖になる～（2月16日、SEX Agent）
- ディルドぶっ挿しながらの痴的な手コキ～頭部の玩具でマ●コに頑張ってお仕えする程にご褒美チ●ポしごきは官能的になっていく～（2月16日、SEX Agent）
- 夫が留守中の団地の一室で巨乳妻達が密かに禁止行為営業する密着オイルエステ（3月2日、プレステージ）
- 3日間滞在して、寝食を共にする超高級Wキャスト美女ソープ（3月8日、アイエナジー）
- 夫の父親のワガママで急遽同居が決まった美人妻は夫に内緒で父親のネットリSEXで寝取られる!!（3月9日、プレステージ）
- パンストフェティッシュ挑発淫語オナニー（3月19日、ゑびすさん）
- 男女入れ替え辞令! カラダの入れ替わり人事異動のある会社（4月26日、ROCKET）
- 家事代行サービスで派遣されてきた巨乳女の弱みに付け込み謝罪大量潮吹き＆強制SEX!!（5月4日、プレステージ）
- 鈴木リズ presents ピアニスト希望の音大生をAVデビューさせたら性に目覚めすぎ!?（5月7日、桃太郎映像）
- エロスでカオスな定時制学校に入学した絶倫童貞のボク（5月11日、BAZOOKA）
- 女体臭マニア 愛撫クンニレズ（6月1日、ゑびすさん）
- 敏感乳首 舐めて吸って擦って勃起する乳首レズビアン（6月19日、ゑびすさん）
- 髪射 可憐な髪に執着する獣たち（6月20日、レイディックス）
- 染み出るおしっこオナニー 4（6月20日、レイディックス）
- 巨乳兄嫁の無防備な胸チラに我慢できず即ハメ! 戸惑いつつも義弟のデカチン棒が気持ちよすぎて「今日だけ特別よ」と笑顔で貪りご奉仕SEX!（7月6日、プレステージ）
- お姉ちゃんのパジャマパーティーで僕の童貞チ○ポが人気者!! ～うれし恥ずかし筆おろし!! 抜かれっぱなしハーレム大乱交～（7月13日、MOODYZ）
- 長ベロ濃密絡み合い唾液レズ接吻（7月19日、ゑびすさん）
- パンストレッグ フェティッシュレズビアン 2（7月19日、ゑびすさん）
- もう死んだってかまわない! 9 超ラッキーの連続で巻き起こるスケベ過ぎる一日! 鼻血が止まらないくらいの夢のエロハプニング続出!（7月19日、ゴールデンタイム）
- SODファン大感謝祭!! 真正中出し祭り 2018（8月1日、SODクリエイト）
- 完全主観 エッチな恋人キス（8月1日、ゑびすさん）
- JOI センズリを指示する女たち（8月3日、OFFICE K’S）
- 腰にクる乳首オナニー（8月3日、OFFICE K’S）
- ニットがはち切れる巨乳・巨尻が肉厚マ○コで吸い取る精子 2（8月9日、Mr.michiru）
- 我慢できずにおもらししてしまった小便マ○コを無理矢理お掃除クンニしていたら再びほとばしる快感おもらし小便汁!! 終わりのない女子○生の羞恥お漏らしお掃除クンニ（8月17日、OFFICE K’S）
- 女体臭嗅ぎ舐め 匂いフェチレズ（8月19日、ゑびすさん）
- 超絶敏感な淫語バーチャル乳首オナニー（8月19日、ゑびすさん）
- シロウト女子個人撮影ハメ撮り日記 現役JD:Gかっぷ くるみちゃん（8月25日、シャーク）
- 女子校生 ブルマ履いたままおもらしオナニー（8月25日、デジタルアーク）
- バブみ全開!! 大人を預かってくれる巨乳無認可保育園（9月14日、BAZOOKA）
- Wバーチャルベロチュパ LES KISS（9月19日、ゑびすさん）
- ロングブーツ蒸れ蒸れパンスト匂い嗅ぎ脚舐めレズ（9月19日、ゑびすさん）
- 町内会の若妻の集まりで男はボク1人だけの王様ゲーム 2（9月20日、アイエナジー）
- 無意識に薄着で男を挑発させている巨乳妻はいきなりデカチン挿入されても否めなく! 激しいピストンに耐えられず白濁汁を垂れ流しイキ悦ぶ!（9月21日、プレステージ）
- 巨乳義姉とソープ体験!? どうしても「ソープで童貞を捨てたい」と父の再婚相手の連れ子にカネをせがむと「私でしてみる?」とまさかの展開に!? 素股プレイ中に我慢できず事故を装いヌルッと生挿入! 戸惑いながらもイキまくる淫乱な義姉と腰砕け中出しSEX!!（10月5日、プレステージ）
- 中出し訳アリ女子校生（10月12日、BAZOOKA）
- 手コキの女王 ～手の中に出されたい私が居て、手の中に出したい貴方が居る～（10月19日、SEX Agent）
- 舐められ弄られてゴリゴリに勃起する過敏乳首（11月1日、ゑびすさん）
- 引っ越ししたらプレゼントされた従順ご奉仕穴付きいいなりムスメ（11月9日、LEO）
- デカ尻パンチラ挑発（11月15日、グローリークエスト）
- ぷるるんおっぱい・Tバックパンツ挑発コレクション 2（11月25日、アロマ企画）
- 絶頂中出しピストン騎乗位（12月6日、グローリークエスト）
- 『女湯入ってますよ?』 石和温泉で素人男性が男湯だと思ってお風呂に入ろうとしたら女湯だった! AV撮影じゃないところで女優さんたちとSEXしちゃうのかガチドッキリモニタリング!!（12月6日、SODクリエイト）
- 黒パンスト破かれ着衣性交!! 面接と称して面接官の性癖を強要されるデカ尻敏感娘（12月7日、LEO）
- ダブルバーチャルレズベロキス（12月19日、ゑびすさん）
- 突然背後からねっとり乳揉みされ嫌がりながらも発情快楽堕ち! 胸を揉みしだかれ体をよじらせ連続胸イキする巨乳敏感乳首美女! 3（12月21日、プレステージ）

- 読書に夢中で無防備なおっぱいをこ○もに揉みまくられてうっかり発情しちゃう巨乳お姉さん（1月17日、グローリークエスト）
- だんだん速くなるフェラチオ～欲しい気持ちが抑えられずにエスカレートする強力吸引～（1月18日、SEX Agent）
- 若くて美乳の正妻になりたい義母5人と男はボク1人（1月24日、アイエナジー）
- 巨乳家庭教師は自分の胸が露出してる事が原因で生徒が勉強に集中できない事を知り先生には触らないという条件付きで優しくチ○ポをシゴきはじめるが…（2月1日、プレステージ）
- 100万×中出し 女が欲しいのは愛かお金か中出しか!!? AV女優37人の新感覚中出しサバイバル!!（2月1日、本中） ※「AV OPEN 2018」企画部門エントリー作品
- パンティー被り変態女オナニー（2月1日、ゑびすさん）
- 舐めて焦らして生殺し! 寸止めWフェラチオ天国!!（2月7日、グローリークエスト）
- 混浴露天風呂に女性客5人と男はボク1人（2月7日、アイエナジー）
- 常識はずれの唾液濃厚べろチュウ（2月19日、ゑびすさん）
- 「あっ! ナマで入っちゃった!」オイル素股でマ○コにチ○ポを擦りつけてたら気持ち良すぎてヌルッと生挿入!! 中出しSEXまでヤッちゃったデリヘル嬢たち 5（2月21日、グローリークエスト）
- 立派なナースを夢見るウブな看護学生たちのエッチな孕ませ実習記録（3月8日、BAZOOKA）
- 大学で一番人気の可愛いアイドル女子大生とまさかのデリヘルで対面! 憧れのアイドルが僕のチ●ポでアヘ顔晒してヨガリまくる!!（3月8日、BAZOOKA）
- 突然離婚を言い渡されシングルファザーになった僕を不憫に思ったご近所の巨乳奥様たちが家事の手伝いをしてくれる事に! 奥様の不意な胸チラとパンチラについ勃起してしまったのがバレて「奥さんと別れてからシてないんですよね…?」と誘惑され慰めの生ハメ性交!（3月15日、プレステージ）
- 巨乳痴女医に犯される逆セクハラ健康診断（4月12日、BAZOOKA）
- おしっこジョボジョボビッチ 2（4月18日、グローリークエスト）
- 異世界に転生してエルフ酒場に入ったらモテモテだった件（4月26日、TMA）
- 下乳誘惑友達の姉を性的な目で見ていたら視線に気付かれてしまい謝ろうとしたら逆に微笑みながら下乳色仕掛けで誘惑されて…（5月17日、プレステージ）
- ムチムチ女子校生ぶっかけ! デカ尻ブルマ（5月25日、デジタルアーク）
- ぶり物産はウエストヒップ差30センチ以上の女しか撮りません（6月1日、ぶり物産）
- 常にひざ枕メンズエステ（6月6日、アイエナジー）
- 【社外秘】巨乳痴女OLにイカされまくる～残業・休日出勤編～（6月21日、プレステージ）
- 彼の優しいエッチに物足りなさを感じていたけど仲の良いフタリに亀裂が生じ彼のお父さんの包容力が「私を変えてくれた…」オトナの男の強引さとテクニックでイカされ快楽に沈んだ巨乳女子学生（6月27日、First Star）
- いつでもどこでも時間停止して中出しできる学園 IV（7月1日、MOODYZ）
- 「えっ! 誘惑されてる!?」 子供が欲しい巨乳兄嫁に兄がそばにいる状況で誘惑され、自ら子宮にギュポギュポ当ててくる着床ピストンで何度も×2精子を搾り取られた!（7月19日、プレステージ）
- 100万×中出し 完全版 AV女優37人のガチンコ中出しサバイバルの裏側全部見せます!!（8月25日、本中）
- 性感帯徹底舐めエステレズ（9月1日、ゑびすさん）
- ホラーAV 痴漢が出るトイレ（9月13日、REAL）
- 修学旅行×王様ゲーム（9月13日、MOODYZ）
- 女口臭唾液匂いフェチ淫語鼻舐め（10月1日、ゑびすさん）
- 禁断のヌルヌル高速デトックス騎乗位で最高の射精に導くランジェリーメンズエステ（10月4日、プレステージ）
- M男の顔を使ってオナニーするエッチなお姉さん（10月25日、REAL）
- ビニールテープ結束バンド完全拘束電マ放置地獄（10月29日、カリマンタン）
- 究極のM男向け変態オナニー指導 JOI＆CEI 2 DVD（11月13日、アロマ企画）
- 服着てても爆乳丸わかりの娘たち! ～着衣爆乳娘10人～（12月7日、桃太郎映像）
- 「あんたの奥さんムカつくんだよね」町内会の痴女妻たちが何度も強●中出しさせる逆NTR輪●（12月12日、DANDY）

- ミイラ拘束M男責め（1月1日、OFFICE K’S）
- 美尻お漏らし顔面騎乗（3月1日、OFFICE K’S）
- 全裸聖水飲ませ（3月7日、犬）
- 全裸オフィス巨乳OLハーレムスペシャル 今井夏帆 森本つぐみ 深田結梨 玉木くるみ（3月13日、BAZOOKA）
- デリヘル呼んだらご近所さん（3月28日、ビッグモーカル）
- デカ尻デカ乳ムッチリバディ! 小便見せつけて興奮するド変態痴女（5月1日、OFFICE K’S）
- AV女優 裸コレクション 第十一弾（5月15日、V＆R PRODUCE）
- 恥ずかしいワキ（6月11日、レイディックス）
- フリーター女子は黒人と遊びたい! 憧れの黒人棒と対面したムチ肉おねえさんガチンコイキ（7月25日、シャーク）
- アソコに直穿きスポウェア女子 マン汁じゅわっと火照ったカラダでエクササイズ!!（9月26日、オイスター海運）
- ささやき淫語で男性を確実に昇天させる絶品中出しチャイナエステ 2（11月13日、BAZOOKA）

- SPANDEXER8 流転の肉体、ムーンエンジェル娼婦陥墜（1月8日、GIGA）
- おしゃぶり姫 玉木くるみ（1月15日、REAL）
- ムッチリ総合病院（1月21日、グローリークエスト）
- ぶっかけ肉感デカ尻秘書は乳首ビンビンにして社員を誘惑する淫乱痴女（5月7日、WEEKENDER）
- ご都合主義ペット完全飼育デリバリー（6月13日、REAL）
- 美人お姉さんの巨乳をベロベロに吸い尽くしてイチャイチャ生ハメした!（8月12日、First Star）
- 会社の飲み会で終電逃してデカ尻後輩女子社員の家にお泊りしたらデカチン早漏がバレて翌朝出勤するまで何度も射精させられた。（9月7日、LUNATICS）
- 即尺シースルー女子校生デリバリーヘルス（9月14日、BAZOOKA）
- 聖女肉達磨 ～この世で最も残酷な昇天～ EPISODE-1 男を見下す某TV局女性編成部長の発狂（9月28日、Baby Entertainment）
- デカパイとデカ尻がイキ震える潮吹きびしょびしょレズ性交 玉木くるみ 宝生めい（9月28日、レズれ!）
- フェラ友ごっくんデート 肉感むっちりOLがガチ絶頂失禁！ダダ漏れ放尿露出しながら精飲6発!!（10月5日、山と空）
- チ○ポを励ます応援勃起チャージガール ムッチリ肉感爆乳デカ尻チアガール（12月7日、デジタルアーク）
- デカ尻ボインでムッチムチ♪ 玉木くるみ（12月21日、MARRION）
- チクビアン3 ビンビン乳首こねくりレズ性交（1月25日、レズれ!）※オムニバス作品
- 素人いじめられたい女子 中田氏の生中出し 雑誌編集者 玉木くるみ 25歳 ●犯罪的に豊満な肉体（敏感）●くびれからの超デカ尻（下品）●柔らかすぎる巨乳（美乳）（2月10日、プラム）
- とんでもない家族の性交の記録 冬の近親相姦（2月15日、FAプロ）※オムニバス作品
- 夫の友人にお金をもらって性的サービスを繰り返す巨乳巨尻妻 玉木くるみ（3月22日、マザー）
- オトナギャル ＃くるみ (仮名) age.23（3月27日、MERCURY）
- 全裸女子校生ギャルパだよん 前編 玉木くるみ 夏希ゆめ 深月めい（3月27日、First Star）
- 全裸女子校生ギャルパだよん 後編 玉木くるみ 夏希ゆめ 深月めい（4月12日、First Star）
- 今宵もONE NIGHT 玉木くるみ（4月27日、First Star）
- M字開脚でマ○コ見せつけJOI（5月24日、SEX Agent）※オムニバス作品
- 着衣オイルパイズリ パッツパツのトッロトロになった乳肉圧で幸福射精（6月28日、SEX Agent）※オムニバス作品
- 狙われた女体 4つのサスペンス（7月5日、FAプロ）※オムニバス作品
- 地雷系女子 メンヘラ接吻（7月7日、RADIX）※オムニバス作品
- デカ尻が大好きな夫の連れ子に毎日… 孕むまで中出しされてます 玉木くるみ（7月8日、人妻花園劇場）
- 品行方正美少女ヒロイン エトリアン 玉木くるみ（7月8日、GIGA）
- 「おばさんが何回でも勃たせてあげる!!」 素人熟女妻たちによる童貞筆下ろし19 ALL2連続生中出し 3組完全収録!（7月8日、MADAM MANIAC）※オムニバス作品
- 新人教育と言う名の奴隷調教 玉木くるみ（7月26日、ILLEGAL）
- W巨乳逆レズバニー P to C to M 濃厚性交 玉木くるみ 柊木まりな（7月26日、レズれ!）
- M男圧迫肉弾ドスケベ女 玉木くるみ（8月9日、バルタン）
- おしっこ114連発 98人（9月2日、グローリークエスト）

### VR
- 彼女が巨乳でフェラ好きな最高スペック 玉木くるみ（12月2日、CASANOVA）
- 俺だけが見れる巨乳彼女の淫乱オナニー 玉木くるみ（12月9日、CASANOVA）

- ぬるくちゅ手コキとふわぷるパイズリに病み付き 玉木くるみ（2月10日、CASANOVA）
- ベロチュウ回春エステ オイルでぬるぬるSEX 玉木くるみ（8月4日、KMPVR）
- リアル性教育!! 3D VRだから童貞でもセックスのやり方がよく分かる! 【リアル映像】 玉木くるみ（11月30日、KMPVR）
- 長尺VRエロい女教師と女子校生だらけのVR学園スペシャル! この学園は‘校則なし’で‘不純異性交遊’を奨励中!! 二階堂ゆり 枢木あおい 玉木くるみ 紗藤まゆ（11月30日、BAZOOKA VR）
  - 禁断の関係! 美巨乳女教師とご褒美セックス!! 玉木くるみ（2018年8月23日、BAZOOKA VR）- 上記作品から玉木くるみ出演部分を単体リリースした作品。
- 両耳で囁くトリプルバイノーラル淫語責め! セクシー下着の3人娘が唾たらし焦らし寸止め超高級痴女ハーレム! 天野美優 玉木くるみ 水川かえで（12月15日、SODクリエイト）
- ‘超’没入性感エステ vol.20 玉木くるみ（12月22日、CASANOVA）

- 仮想現実ライブチャット KuRuMiちゃんログイン中 玉木くるみ（1月12日、CASANOVA）
- 導きの快感研究所 玉木くるみ（1月26日、CASANOVA）
- 【視点移動完全客観VR】手コキクリニック 手淫・性交研修 篠田ゆう 玉木くるみ 前田可奈子（2月2日、SODクリエイト）
- 長尺63分・高画質 ラブラブ新婚さん 一日中イチャラブ性活 長編SPECIAL 玉木くるみ（2月10日、ブイワンVR）
- リアル密着彼女。僕を好き過ぎる玉木くるみ。【リアル映像】（2月21日、KMPVR）
- 耳元で囁くWバイノーラル淫語責め唾たらし焦らし寸止め痴女ナース あべみかこ 玉木くるみ（3月16日、SODクリエイト）
- もし性交治療のある病院に入院したら… 【隣では女性患者がイカサれまくるし、僕にも術後の性交処置ってことで看護師さんがまたがる! なんだこの病院!と思いつつ、何回も射精された! いい病院だ、これは!】（3月30日、SODクリエイト）
- 長尺64分・高画質 あのドキドキをもう一度 処女と童貞。初めての交わり 長編SPECIAL 玉木くるみ（4月14日、ブイワンVR）
- 長尺VR! 久しぶりに再会した2人の妹の発育がヤバいことに!「お兄ちゃん大好き… チューしたい…」とベタついてきて、さらには興味津々に僕のチ●ポ争奪戦を始めんとしている! 全3コーナー 玉木くるみ 天野美優（4月14日、KMPVR）
- 長尺VR! リアル悪徳エステ体験! 一般客に媚薬を飲ませ高級オイルマッサージで感度覚醒! 痙攣潮吹きでイキ狂う! 止まらぬ絶頂&強制生中出し!! 玉木くるみ（4月30日、KMPVR-彩-）
- 最高かよ! 男女比率1:9ほぼ女子校ラッキースケベVR 鉄板あるあるエロシチュエーション長尺140分ハーレム大乱交スペシャル あおいれな 椎名そら 玉木くるみ 香苗レノン（5月3日、kawaii*）
- AV見てたら、音が駄々漏れだったのか、巨乳でめちゃくちゃ可愛い近所のお姉さんが突然僕の家に訪問!! 玉木くるみ 倉多まお（5月22日、KMPVR-bibi-）
- ずっと君のことを愛してる くるみと一生密着中出しSEX -君と出会ってからの10年間- そしてこれからも～ 玉木くるみ（5月24日、KMPVR-bibi-）
- 童貞の僕が初めての合コンでまさかの超モテモテ!! アイドル級美少女4人が優しくSEXを教えてくれる全員中出し筆おろし体験VR あおいれな 椎名そら 玉木くるみ 香苗レノン（5月25日、kawaii*）
- 上から目線でVRオナニーの指示（JOI）するドスケベOL 【3コーナー100分長尺・アナタに直接淫語でオナニーサポート・カウントダウン射精で超没入!】 玉木くるみ 笹倉杏（6月1日、SODクリエイト）
- チクニー専用VR!! ただでさえ乳首が感じまくる僕がある日、100倍感じる女の乳首を手に入れた!! デリヘルを呼んで乳首をいじられまくる乳首絶頂体験VR 玉木くるみ 枢木あおい（6月6日、ワンズファクトリー）
- 花火と焼肉パーティーでどんだけ盛り上げても、女の子に気を使っても、結局モテるのはイケメンだと気づいた…。ただ、諦めずに肉食系女子に、焼肉を丁寧に提供していたら、イケメンは早漏で、欲求不満な女子たちが寄ってきた…。 玉木くるみ 枢木あおい 神宮寺ナオ（6月30日、BAZOOKA VR）
- ようこそAV現場1日体験ツアー これであなたもAV男優デビュー!! 出演：枢木あおい 神宮寺ナオ ナビゲーター：玉木くるみ（7月25日、KMPVR-bibi-）
- あなただけの為の至近距離見せつけレズ レズでオナニーさせてあげる 明海こう 玉木くるみ（8月3日、SODクリエイト）
- 日焼け跡が眩しすぎる巨乳でかわいい彼女と密着グチョ濡れ熱帯SEX! 日焼け跡がくっきりわかるほど焼けた肌が敏感すぎて何度も絶頂! 一度のSEXでは物足りない日焼け美女は何度も生チ○ポを求め,真夏のおねだり連続中出しSEX!!（8月17日、DOC）※オムニバス作品
- 乱入! ハプニング個室ビデオ 玉木くるみ（8月24日、CASANOVA）
- 超VIP待遇! 夢のハーレム美容室にようこそ!! 本日私、永井と、アシスタント玉木が担当させて頂きます!! 永井みひな 玉木くるみ（9月7日、LEO）
- 僕の早漏絶倫チ●ポをめちゃシコしてくる玉木くるみ（10月26日、あさりVR）
- 濃厚密着高級ソープランド極上泡姫3名VR×180分 浜崎真緒 水野朝陽 玉木くるみ（10月31日、まるはんVR）
- 玉木くるみと篠宮ゆりに挟まれバイノーラルでの耳元囁きで全身がゾクゾクするような淫語責め! 人気女優との濃密ラブラブキス3P!（11月7日、KMPVR）
- 初めてできた彼女が玉木くるみ、きったない俺の部屋でヤリまくる夢の性活（11月8日、イエロー）
- 玉木くるみの快感乳首んびんクリニック（11月8日、イエロー）
- 優しい目線であなただけを見つめて語りかけるオナニーサポート 射精焦らしからの生中出しセックス -玉木くるみに極上の射精管理をされる80分-（11月12日、KMPVR-bibi-）
- AV研究会VR ～AV鑑賞しながらポイントを熱く説明している女子部員たちがムラムラしてきて、僕をセックスの練習台にしてしまい…～ 玉木くるみ 持田栞里 篠宮ゆり（11月14日、KMPVR）
- メガネ巨乳の地味カノジョが恥じらいながら健気にエッチしてくれる 玉木くるみ（11月22日、あさりVR）
- 目の前で見せつけられるお姉さん達のレズ乱交。レズビアンシェアハウスに連れてこられた僕。五十嵐星蘭 玉木くるみ 水嶋アリス 七海ゆあ 一ノ瀬もも（12月7日、ビビアン）
- 僕専用のエロ可愛メイドは敏感体質の早漏マ●コ ～ベロチューたっぷり中出しSEXスペシャル～ 玉木くるみ（12月21日、AVVR）
- HQ高画質対応 超VIP席! 仲良し巨乳女子の見せ付けレズ 吉川あいみ 玉木くるみ（12月21日、CASANOVA）
- 【長尺】逆おはズボ! 起きた瞬間から高密着むっちりロ●巨乳に責められ中出しSEX 玉木くるみ（12月28日、AVVR）
- 巨乳に包み込まれたペニス ～柔らかすぎる乳房による極上パイズリ～（12月28日、CASANOVA）※オムニバス作品

- 唾飲みVR 2 美女の唾 厳選12名スペシャル!（1月10日、SODクリエイト）※オムニバス作品
- 【バイノーラル録音・超リアル映像】究極の選択!! 「あおい」と「くるみ」どっちが好きなの? 枢木あおい 玉木くるみ（1月25日、KMPVR-bibi-）
- べろを見続けるVR（1月30日、KMPVR）※オムニバス作品
- 飲尿JOI 2  ロリカワひなのと巨乳美人くるみの姉妹に変態扱いされながら唾・潮・マン汁を味わえる。最後は壊れた蛇口のようにマ○コから顔面に迫るおしっこを飲めるVR 神坂ひなの 玉木くるみ（2月1日、SODクリエイト）
- べろを見続けるVR（1月30日、SODクリエイト）※オムニバス作品
- バレンタイン告白VR（2月7日、SODクリエイト）※オムニバス作品
- マジックミラー号 「下着メーカーのモニター調査」と称して生おっぱいをモミモミしながらインタビュー（2月22日、SODクリエイト）
- リアルAV男優体験! 撮影中チンチンが勃起しなくなってVTRストップ! 絶体絶命の危機に勃ち待ち中のあなたに天使の玉木くるみちゃんが本当にHなことを…（2月28日、KMPVR）
- HQ高画質対応 最低最悪 凌辱レ●プ ～俺のせいで妹が目の前で壊されていく～ 玉木くるみ（3月1日、CASANOVA）
- 赤ちゃん目線! バブみ全開! 母性溢れる巨乳に包まれながら授乳手コキでオギャろう～（3月1日、SODクリエイト）※オムニバス作品
- HQ高画質対応 ナンパした女を連れ込み言葉巧みにVRで撮影。個人的に楽しむなんて嘘に決まってるwww VRハメ撮り師な俺が撮った映像放出 vol.18 玉木くるみ 吉川あいみ（3月22日、CASANOVA）
- お尻を近くで見続けるVR（3月27日、KMPVR）※オムニバス作品
- ズーム盗撮VR（3月29日、SODクリエイト）※オムニバス作品
- 『顔面総攻撃VR 俺vs.女子○生たち』 クラスメイト4人から唾たらし・顔舐め・尿・ハメ潮ぶっかけ! 顔中汁まみれハーレム5P あおいれな 玉木くるみ 富田優衣 浜崎真緒（4月12日、SODクリエイト）
- 「おっぱい丸出し」で診療してくれるという「歯医者」が存在するとの情報を聞きつけ突撃取材!! 玉木くるみ（4月22日、KMPVR-bibi-）
- 前後左右から淫語責めWバイノーラル唾たらし痴女嫁ハーレム妊娠孕ませ連続中出しSEX 浜崎真緒 玉木くるみ（4月26日、SODクリエイト）
- 巨乳の後輩に寝取られて… なにも出来ないボク… 玉木くるみ（5月10日、KMPVR）
- VR 異世界に転生してエルフ酒場に入ったらモテモテだった件 梨々花 妃月るい 椎葉みくる 玉木くるみ（5月27日、TMA）
- フードクラッシュVR（5月31日、SODクリエイト）※オムニバス作品
- ウェルカム新時代! KMPVR史上最大の長尺ストーリー! LIFE!! ～とある天使に導かれ… 人生丸ごとモテ期になったボクと、10人の美女たち～ 麻里梨夏 加藤ももか 波多野結衣 蓮実クレア AIKA あおいれな 玉木くるみ 阿部乃みく 若月みいな 一条みお（6月5日、KMPVR-彩-）
- 【おっぱい洗車VR】 とあるガソスタに行ったらビキニから溢れそうな爆乳で車もチ○コも洗ってくれるサービスがあった! 橘メアリー 玉木くるみ 宇多田あみ（8月1日、SODクリエイト）
- いつもは高飛車な女上司はほろ酔い状態になるとパンスト穿きながらベロキス/耳舐め/脚コキ/濃厚フェラ/対面座位で密着しながらチ○ポ挿入! 欲求不満すぎて自ら激ピストンさせながら何度も勝手に絶頂! 玉木くるみ（9月27日、V&R PRODUCE）
- 【M男専用・射精管理VR】「ほら、大量射精できるように我慢しなさい!」 精子に飢えたドSなご無沙汰奥さんが僕を拘束し寸止め射精管理! ベロキス/耳舐め/手コキ/オナホールコキ/乳首舐め/唾飲み/放尿! 何度も何度も焦らされ… 玉木くるみ（10月11日、V&R PRODUCE）
- 痴女られたくてさっきから、うずうずしてるんでしょ?（10月11日、KMPVR）※オムニバス作品

- 天井特化アングル! 玉木くるみと耐久セックス!!（9月24日、KMPVR）

- 力の及ぶ限り叫んでも… 絶対にヤメナイ。逆らうことのデキない壮絶的な騎乗位MODEで飽きるまで痴女られているボク 玉木くるみ（4月14日、KMPVR-bibi-）
- 尻とオッパイで窒息責め 天国に一番近い風俗 呼吸管理ヘルス 玉木くるみ（7月12日、KMPVR）
- 私のフェラチオの舌遣い、手コキの指遣い、全部見て…（9月17日、KMPVR）※オムニバス作品
- 女子校生絶頂パンツ上オナニーVR（10月18日、KMPVR）※オムニバス作品

- 【時間無制限! 発射無制限!】【104cm美爆尻! Gcup美爆乳!】 人気大爆発の肉感泡姫による極上のおもてなし【パイズリフェラ＆淫音フェラ】で口内射精2発・痙攣イキ連発の早漏マ○コに中出し3発! 【ゴムNG! 子作り孕ませOK! 高級ソープランド】 玉木くるみ（3月25日、こあらVR）
- Wデカ尻窒息SPECIAL AV界の二大巨尻女優がVR初共演! 圧巻のHip199cm×180°ド迫力高画質!! 玉木くるみ 川原かなえ（4月27日、ワンズファクトリー）
- 【悪徳マッサージ】【Gcup美巨乳・104cm爆尻の超肉感美女】が日本未承認【超強力媚薬】で性欲覚醒! 【ハメ潮・潮吹き】【エビ反り痙攣絶頂】を連発する早漏むっちりオンナに【挟射2発・顔射・中出し】キメパコSEX 玉木くるみ（4月30日、こあらVR）
- 挑発的パンツ見せつけセンズリサポート（5月27日、CASANOVA）※オムニバス作品
- 覆いかぶさり相互オナニー（6月3日、CASANOVA）※オムニバス作品
- 女の子のカラダで絶頂したい人へ（8月10日、KMPVR）※オムニバス作品

### ネット配信
- 【ガチ中出し】マジ軟派、初撮。04 in 幡ヶ谷 くるみ 20歳 出版社の編集（9月5日、ナンパTV）
- KAKUJITSU くるみ（9月10日、KAKUJITSU）
- 【初撮り】ネットでAV応募→AV体験撮影 88 くるみ 19歳 大学生（9月11日、シロウトTV）
- 募集ちゃん 105 くるみ 20歳 保育士（9月14日、ARA）
- マッサDX くるみ（11月5日、マッサDX）
- KAKUJITSU くるみ 2（11月5日、KAKUJITSU）

- 募集ちゃん ～求む。一般素人女性～ 忍者カフェで働く21歳ルミちゃん参上! 応募理由は「命令されたりペットのように扱われたいんです…。」 ドMの変態くノ一は忍法潮吹きの術であり得ない大量潮吹き! 性奴●となったくノ一は首絞め激ピストンで絶頂&失神寸前! 最後はドロンと顔射されて大満足! 「AV出演は隠密でw」 忍べてないぞ! (笑)（4月25日、ARA）
- ヨガナンパ 04 クルミ 21歳 女性向け雑誌の編集者（4月29日、ナンパTV）
- ラグジュTV 675 玉城莉空 28歳 音楽教師（6月1日、ラグジュTV）
- 百戦錬磨のナンパ師のヤリ部屋で、連れ込みSEX隠し撮り 015 くるみ 21歳 出版関係の編集者（7月15日、ナンパTV）
- ラグジュTV 734 玉城莉空 28歳 音楽教師（7月30日、ラグジュTV）
- 射精が止まらない! 柔らか巨乳おっぱい濃厚美女パイズリ!（8月10日、DOC）※オムニバス作品
- 街角シロウトナンパ 10分暗記で全問正解で10万円! 目指せJK暗記王! 真面目 巨乳JKみのり。「お小遣い月5千円なんです…」 賞金見せたら即決参加! 電マとバイブに怯える姿が可愛い。マ○コイジったら敏感過ぎちゃって即イキ! 挿入中でもビシャビシャ吹きまくるとんでもない潮娘!（10月10日、プレステージプレミアム）

- しろうとまんまん あやこ (30)（12月14日、しろうとまんまん）
- マジ軟派、初撮。 1228 くるみ 22歳 レディースアパレルのルート営業（12月23日、ナンパTV）

- しろうとまんまん みのり (27)（1月11日、しろうとまんまん）
- 東京ナンパ一発 くるみ（8月5日、シロウトタッチ）

- 身体がビクビク痙攣 超 敏感娘 終電を逃し3人でホテルに泊まったら彼氏の隣で彼氏の友人に寝取られた（1月10日、ION イイ女を寝取りたい）
- 【25歳超ムッチリ太もも】鳥貴○玉川勤務 くるみ  下乳最高Gカップ おしっこ潮吹きダム決壊 【アクメ我慢制御不能!】変態って言われると喜んじゃう【首絞め唾のみベロチュー大好き】 完全服従系メス犬浮気セックス（2月5日、いきなりエロざんまい）
- 産後ヨガ くるみ 産後に大きくなったお尻をヨガで矯正と騙され他人棒でズボハメ☆抜かずの連続中出しで貞操観念ぶっ飛ぶ巨乳妻!!（7月4日、黒船）
- やり狂う! スケベなセフレ達 くるみ（7月14日、やり狂う! スケベなセフレ達）

- 【裏風俗】【会心の4連射】豊満ぷるぷるG乳! むっちり巨尻! 【抱きたいカラダNo.1】男の欲望も肉棒もつつみ込む柔らか肉感ボディで精子がドバドバ放出されるリピ確ナマ性交!! カナリヤちゃん（9月3日、黒船）

### 女性向けアダルトビデオ
- イケメン素人男子AV DEBUT（2019年3月8日、GIRL'S CH）※オムニバス作品

### イメージDVD
- 美女アナ＊リスト（2017年6月23日、スパイスビジュアル）※「清水ともか」名義
- キューティーハート（2017年9月13日、キューティーハート）※「宇佐美るい」名義
- ヴィーナス・テルメ 玉木くるみ（2020年6月29日、オルスタックソフト販売）
- Healing Time 玉木くるみ（2022年8月5日、ファインピクチャーズ）

## 出演

### ウェブテレビ
- チャンスの時間（2018年10月10日[15]、AbemaTV）
- かんぱいランド（2021年5月21日 - 、ニコニコ生放送）

### 映画
- 変態怪談　し放題され放題（2019年8月16日、オーピー映画） - りん 役[16]　※8月11日に1日限定先行公開。

### ラジオ
- ラジオのアナ〜ラジアナ・深夜3時のヒロイン（2023年8月10日、FM NACK5）

### イベント
- フェチフェス 10（2017年4月30日、綿商会館）
- パイおつ祭り 2017（2017年9月10日、新宿レフカダ）[17]
- フェチフェス 12（2018年1月28日、綿商会館）[18]
- セクシーパラダイスナイト大忘年会SP（2019年12月27日、レフカダ新宿）[19]